# Gran Premio motociclistico dell'Ulster 1953
Il Gran Premio dell'Ulster corso il 13 e il 15 agosto 1953 sul Circuito di Dundrod, è stata la sesta gara del motomondiale 1953, e rappresenta la 25ª edizione del GP dell'Ulster nonché la prima disputata su questo nuovo circuito.
Diversamente dagli anni precedenti, furono in gara sia le quattro classi disputate in singolo che i sidecar; per questi ultimi furono però solo 7 gli equipaggi alla partenza e solo 5 quelli che vennero classificati al termine della competizione.
Le gare vennero divise in due giornate, la prima giovedì 13 agosto con la disputa di 125, 250 e 350; la seconda giornata, al sabato, vide la disputa delle 500 e dei sidecar.
La vittoria nelle due classi di maggior cilindrata andarono rispettivamente a Ken Kavanagh e a Ken Mudford (alla prima vittoria nel mondiale), entrambi in sella a moto Norton; la 250 fu appannaggio invece di Reg Armstrong e la classe 125 di Werner Haas, entrambi alla guida di NSU.

## Classe 500
Al via si presentarono 32 piloti e di questi ne furono classificati 27 al termine della gara.
Tra i ritirati di rilievo vi furono Alfredo Milani e Bob McIntyre.
Arrivati al traguardo (classifica parziale)
| Pos. | Pilota             | Moto      | Tempo      | Punti |
| ---- | ------------------ | --------- | ---------- | ----- |
| 1    | Ken Kavanagh       | Norton    | 2h 28:38.0 | 8     |
| 2    | Geoff Duke         | Gilera    | + 53.0     | 6     |
| 3    | Jack Brett         | Norton    | + 1:25.0   | 4     |
| 4    | Reg Armstrong      | Gilera    | + 3:34.0   | 3     |
| 5    | Derek Farrant      | AJS       | + 5:02.0   | 2     |
| 6    | Ken Mudford        | Norton    | + 1 giro   | 1     |
| 7    | Rod Coleman        | AJS       | + 1 giro   |       |
| 8    | Louis Carter       | Norton    | +2 giri    |       |
| 9    | Charlie Salt       | BSA       | +3 giri    |       |
| 10   | Harry Pearce       | Matchless | +3 giri    |       |
| 11   | Leslie Dear        | Norton    | +3 giri    |       |
| 12   | Ken Harwood        | AJS       | +3 giri    |       |
| 13   | Douglas Sides      | Velocette | +3 giri    |       |
| 14   | Jack Bailey        | Norton    | +3 giri    |       |
| 15   | Leonard Williams   | Norton    | +3 giri    |       |
| 16   | Arthur Wheeler     | Matchless | +3 giri    |       |
| 17   | Sparks Campbell    | Norton    | +3 giri    |       |
| 18   | Ernie Oliver       | Norton    | +3 giri    |       |
| 19   | Reginald MacDonald | AJS       | +5 giri    |       |
| 20   | Jimmy Hayes        | AJS       | +5 giri    |       |

## Classe 350
Tra i piloti ritirati Alano Montanari, Ken Kavanagh e Jack Brett
Posizioni a punti
| Pos. | Pilota            | Moto      | Tempo      | Punti |
| ---- | ----------------- | --------- | ---------- | ----- |
| 1    | Ken Mudford       | Norton    | 2h 28:18.0 | 8     |
| 2    | Bob McIntyre      | AJS       |            | 6     |
| 3    | Rod Coleman       | AJS       |            | 4     |
| 4    | Harry Pearce      | Velocette |            | 3     |
| 5    | Malcolm Templeton | AJS       |            | 2     |
| 6    | Ken Harwood       | AJS       |            | 1     |

## Classe 250
Posizioni a punti
| Pos. | Pilota            | Moto       | Tempo     | Punti |
| ---- | ----------------- | ---------- | --------- | ----- |
| 1    | Reg Armstrong     | NSU        | 2h 16:3.0 | 8     |
| 2    | Werner Haas       | NSU        |           | 6     |
| 3    | Fergus Anderson   | Moto Guzzi |           | 4     |
| 4    | Enrico Lorenzetti | Moto Guzzi |           | 3     |
| 5    | Otto Daiker       | NSU        |           | 2     |
| 6    | Arthur Wheeler    | Moto Guzzi |           | 1     |

## Classe 125
Fu la gara che inaugurò il gran premio, venne disputata di giovedì e vide al via solo 9 piloti; tra i ritirati Angelo Copeta.
Posizioni a punti
| Pos. | Pilota         | Moto      | Tempo   | Punti |
| ---- | -------------- | --------- | ------- | ----- |
| 1    | Werner Haas    | NSU       | 59:26.0 | 8     |
| 2    | Cecil Sandford | MV Agusta |         | 6     |
| 3    | Reg Armstrong  | NSU       |         | 4     |
| 4    | Otto Daiker    | NSU       |         | 3     |
| 5    | Tito Forconi   | MV Agusta |         | 2     |
| 6    | Karl Lottes    | MV Agusta |         | 1     |

## Classe sidecar
Tra i due equipaggi non arrivati al traguardo vi fu quello britannico composto da Eric Oliver e da Stanley Dibben che peraltro aveva ottenuto il giro più veloce in gara ed era in lotta per la vittoria al momento del ritiro.

### Arrivati al traguardo
| Pos | Pilota             | Passeggero         | Moto   | Tempo   | Punti |
| --- | ------------------ | ------------------ | ------ | ------- | ----- |
| 1   | Cyril Smith        | Les Nutt           | Norton | 57' 12" | 8     |
| 2   | Peter 'Pip' Harris | Ray Campbell       | Norton |         | 6     |
| 3   | Jacques Drion      | Inge Stoll-Laforge | Norton |         | 4     |
| 4   | Trevor Bounds      | Rob Kings          | Norton |         | 3     |
| 5   | Fron Purslow       | Dave Key           | BSA    |         | 2     |